# IFRS 5
МСФО (IFRS) 5 «Долгосрочные активы, предназначенные для продажи, и прекращённая деятельность» — международный стандарт финансовой отчетности, действует с 01.01.2005 года,
в России введен в действие для применения на территории Российской Федерации приказом Минфина России от 25.11.2011 № 160н.

## Определения
Целью МСФО (IFRS) 5 является определение порядка учета предназначенных для продажи долгосрочных активов, а также требований к представлению и раскрытию информации о прекращенной деятельности.
Долгосрочный актив — актив, не соответствующий определению краткосрочного актива.
Краткосрочный актив — актив, который удовлетворяет следующим критериям:
- Предлагается, что он будет реализован или предназначен для продажи или потребления в ходе нормального операционного цикла компании
- Он предназначен прежде всего для торговли
- Предполагается, что он будет реализован в течение 12 месяцев после отчетной даты
- Он представляет собой денежные средства и эквиваленты, за исключением тех случаев, когда существуют ограничения в отношении его обмена или использования для погашения обязательства, который действуют по крайней мере в течение 12 месяцев после отчетной даты.

Долгосрочный актив (или группа выбытия) классифицируется как предназначенный для продажи, если его балансовая стоимость будет возмещена путём продажи, а не в результате его дальнейшего использования.
Группа выбытия (или реализуемая группа) - это группа активов, подлежащих отчуждению путём продажи или иным способом в совокупности в результате одной сделки, причем непосредственно связанные с этими активами обязательства также передаются в результате этой сделки.
Группа выбытия может включать в себя любые активы и любые обязательства компании, включая краткосрочные активы и краткосрочные обязательства, а также же активы, не находящиеся в сфере действия требований в отношении оценки настоящего МСФО.
МСФО (IFRS) 5 в отношении классификации и представления не применяются к следующим активам:
- Отложенным налоговым активы (рассматриваются МСФО (IAS)12)
- Активам, возникающим по планам выплаты вознаграждения работникам (рассматриваются МСФО(IAS) 19)
- Финансовым активам, находящимся в сфере действия МСФО (IFRS) 9
- Долгосрочным активам, учитываемым в соответствии с моделью учета по справедливой стоимости в соответствии с МСФО (IAS) 40 "Инвестиционная недвижимость"
- Долгосрочным активам, учитываемым по справедливой стоимости минус затраты на продажу в соответствии МСФО (IAS)41 "Сельское хозяйство"
- Договорным правилам по договорам страхования, как определено в МСФО (IFRS)4 "Договоры страхования"

Прекращенная деятельность представляют собой компонент компании, который либо уже был реализован, либо классифицирован как предназначенный для продажи, и который:
- Являются отдельным крупным направлением хозяйственной деятельности или направлением деятельности, осуществляемой в определенном географическом районе.
- Включен в единый скоординированный план выбытия крупного направления хозяйственной деятельности или деятельности , осуществляемой в определенном географическом районе, либо
- Представляет собой дочернюю компанию, приобретенную исключительно с целью перепродажи.

Компонент компании - это деятельность и потоки денежных средств, который могут быть выделены из всей компании, как в ходе хозяйственной деятельности, так и для целей финансовой отчетности.
Обычно компонент компании представляет собой операционный сегмент согласно МСФО 8 "Операционные сегменты" либо часть сегмента.
МСФО 5 определяет генерирующее денежные средства подразделения, так же как МСФО 36 "Обесценение активов", то есть как наименьшую поддающуюся определению группу активов, генерирующую притоки денежных средств, которые в основном не зависят от притоков денежных средств от других активов или групп активов.
Активы, предназначенные для продажи - это активы, находящиеся в наличии для немедленной продажи (имеет намерение и возможность передать) в его нынешнем состоянии покупателю, и продажа актива должна быть высоковероятной, то есть:
- Руководство должно иметь намерения осуществить продажу актива
- Должны быть предприняты активные меры по поиску покупателя и выполнения плана продажи
- Актив (или группа выбытия) должен активно предлагаться на рынке по приемлемой, если сравнить с его текущей справедливой стоимостью, цене
- Продажа актива (или группа выбытия) характеризуется высокой степенью вероятности и ожидается, что продажа будет завершена в пределах одного года с даты классификации актива как предназначенного для продажи
- Действия, необходимые для выполнения плана продажи, должны указывать на то, что маловероятно, что план будут внесены существенные изменения, или что его исполнение будет отменено.

Если компания приобретает долгосрочный актив (или группу выбытия) исключительно с целью последующей продажи, то он будет классифицирован в качестве предназначенного для продажи на дату приобретения, только если:
- Ожидается, что сделка купли-продажи будет признана завершенной не позднее года после того, как актив был классифицирован в качестве предназначенного для продажи
- Высоковероятно, что критерии, указанные выше, которые на дату приобретения не выполняются, будут выполнены в течение короткого периода после приобретения.

Критерии классификации, указанные выше, должны быть соблюдены на отчетную дату. Если данные критерии выполнены после отчетной даты, но до даты утверждения отчетности к выпуску, то необходимо раскрыть дополнительную информацию в примечаниях к финансовой отчетности как некорректирующее событие после отчетной даты.
В случае продления периода продажи актива, не является препятствием для классификации актива (или группы выбытия) в качестве предназначенного для продажи, если отсрочка вызвана событиями или обстоятельствами, находящимися вне контроля компании, и существуют достаточные доказательства того, что компания имеет намерения выполнить свой план по продаже актива (или группы выбытия).

## Учет в финансовой отчетности
Активы (или группа выбытия), классифицированные как предназначенные для продажи:
- Оцениваются по наименьшей из следующих величин: балансовой стоимости и справедливой стоимости за вычетом расходов на продажу, на каждую дату составления отчетности, вплоть до его продажи
- Амортизации этих активов прекращается
- Представляются отдельно в отчете о финансовом положении, результаты прекращенной деятельности отдельно представляются в отчете о совокупном доходе.

Затраты на продажу - это дополнительные затраты, непосредственно связанные с выбытием актива (или группы выбытия), за исключением затрат на финансирование и налога на прибыль.
Если предполагается, что продажа произойдет по прошествии периода времени, превышающего один год, то затраты на продажу должны оцениваться по дисконтированной стоимости. Увеличение дисконтированной стоимости затрат на продажу в связи с сокращением периода дисконтирования отражается в отчете о совокупном доходе как затраты на финансирование. Убыток от обесценения, признанный по группе выбытия, должен быть распределен по долгосрочным активам группы в следующем порядке:
- вначале уменьшить балансовую стоимость гудвилла в группе,
- затем уменьшить балансовую стоимость других активов группы пропорционально балансовой стоимости каждого актива группы.

Следует продолжать признание процентов и других расходов, связанных с обязательствами группы выбытия, классифицированной как предназначенной для продажи.
Компания должна признавать прибыль от любого последующего увеличения справедливой стоимости актива за вычетом затрат на продажу, но в объеме, не превышающем совокупные убытки от обесценения, признанные в соответствии с МСФО 5, либо признанные ранее в соответствии с МСФО 36 "Обесценение активов".
В случае если не выполняется критерий признания актива как предназначенного для продажи, то долгосрочный актив должен быть исключен из группы, и должен оцениваться по наименьшей двух величин (балансовой стоимости, скорректированной на сумму амортизации и переоценки, которая была бы признана, если бы актив не был классифицирован как предназначенный для продажи и возмещаемой стоимости на дату, на которую было бы принято последующее решение не продавать этот актив. Результат корректировки включается в доходы (расходы) от продолжающейся деятельности за период, в течение которого перестали выполняться критерии признания актива в качестве предназначенного для продажи.
Представляются отдельно в отчете о финансовом положении долгосрочные активы (группы выбытия), предназначенные для продажи, от других активов, и обязательства группы выбытия, классифицированной как предназначенной для продажи, отдельно от других обязательств. Данные активы и обязательства не должны взаимозачитываться и предоставляются отдельно в отчете о финансовом положении.
Информация об основных классах активов и обязательств, классифицированных как предназначенных для продажи, должна быть раскрыта отдельно либо в отчете о финансовом положении, либо в примечаниях.
Совокупные доходы (расходы), признанные в капитале и относящиеся к долгосрочному активу, классифицированному как предназначенному для продажи, представляются отдельно.
В примечаниях раскрывается:
- описание долгосрочного актива
- описание факторов и обстоятельств, связанных с продажей или ожидаемым выбытием
- признанный доход или расход
- сегмент, в котором необоротный актив (группа выбытия) представлен в соответствии с IFRS 8.

В отчете о совокупном доходе указывается общая сумма прекращенной деятельности, которая включает:
- прибыль (убыток) после налогообложения от прекращенной деятельности
- прибыль (убыток) после налогообложения, признанную по результатам оценки по справедливой стоимости за вычетом затрат на продажу, или при выбытии активов (группы выбытия).